# Winter Legends
Winter Legends est une œuvre concertante pour piano et orchestre du compositeur britannique Arnold Bax, écrite en 1930.

## Contexte
Tout comme Morning Song et Saga Fragment, Winter Legends a été composé pour la pianiste Harriet Cohen. Elle occupe alors une place importante dans la vie du compositeur, à la fois comme amante et comme muse, et parmi les nombreuses œuvres conçues en pensant à elle, il y a deux compositions majeures pour piano et orchestre : les Symphonic Variations en 1918 et Winter Legends entre 1929 et 1930. À partir de 1927, Arnold Bax passe de nombreux hivers à Morar, en Écosse, où il peut composer en toute tranquillité. C'est là que Winter Legends a été composé à l'automne 1929, bien que l'orchestration n'a été achevée qu'en avril de l'année suivante. En septembre, Arnold Bax a écrit à Harriet Cohen pour lui dire qu'il voulait « écrire une pièce sur la nature nordique, pleine de mer, de forêts de pins et de légendes sombres » (« to write a northern nature piece full of sea and pine forests and dark legends »). Cela reflète un changement dans l'inspiration du compositeur, passant de l'ouest celtique au nord, ainsi que son admiration pour Jean Sibelius, qui devait en être le dédicataire, bien que l'inscription ait été plus tard changée en faveur de Harriet Cohen, la cinquième symphonie étant dédiée au maître finlandais.
La création a eu lieu à Londres le 10 février 1932, avec Harriet Cohen et l'Orchestre symphonique de la BBC, sous la direction d'Adrian Boult. Elle a été rapidement suivie par la première aux États-Unis, toujours avec Harriet Cohen comme soliste, avec l'Orchestre symphonique de Boston et sous la direction de Serge Koussevitzky. Arnold Bax ne considérait ni Winter Legends, ni les Symphonic Variations comme des concertos pour piano conventionnels. Il décrit le premier comme une « sinfonia concertante », faisant remarquer à Adrian Boult que l'utilisation du piano était plus proche d'un instrument d'orchestre, et que l'œuvre était à sa manière une symphonie, soulignée par sa forme générale qui est la même que celle de ses symphonies : trois mouvements avec un épilogue. Tout au long de l'œuvre, l'écriture pianistique n'est pas utilisée comme un moyen de démonstration technique, bien qu'elle soit néanmoins exigeante. Arnold Bax lui-même estimait que Winter Legends était l'une de ses plus belles réalisations, au même titre que ses symphonies.
Dans la note de programme qu'il a rédigée pour la création, le compositeur indique que, bien que l'œuvre n'ait pas de programme communicable, la musique avait une qualité programmatique : « L'auditeur peut associer ce qu'il entend à n'importe quel récit héroïque ou à des récits du Nord – du Grand Nord, soit dit en passant. Certains de ces événements peuvent avoir eu lieu dans le cercle arctique » (« The listener may associate what he hears with any heroic tale or tales of the North—of the far North, be it said. Some of these happenings may have taken place within the Arctic circle »). Le poète en lui a poursuivi avec les vers suivants : «  Legends that were told or sung/In many a smoky fireside nook/Of Iceland, in the ancient day/By wandering Saga-man or Scald ».
Si le compositeur avait une narration spécifique à l'esprit (comme l'ont supposé certains critiques), il ne l'a jamais révélée. Cependant il est certain que la musique explore toute une gamme d'émotions et d'expériences humaines : la joie, la tragédie, l'amour, l'héroïsme, le conflit, sont toutes inscrites dans cette œuvre. Le premier mouvement, en particulier, pourrait être considéré comme suivant une narration cachée, compte tenu de sa structure rhapsodique inhabituelle. Il a été décrit par Bax comme « n'étant pas de forme sonate, mais plutôt comme un assemblage et une fusion de divers éléments en vue de forger un grand point culminant » (« not in sonata form, rather it may be described as an assembling and fusion of various elements for the forging of a great climax »).

## Structure
L'œuvre comprend quatre mouvements :
1. Allegro
2. Lento, molto expressivo
3. Molto moderato – Allegro molto
4. Epilogue : Molto cantabile

## Analyse

### Premier mouvement
L'œuvre commence par trois images musicales frappantes : un motif rythmique sur la grosse caisse, comme un appel à l'attention, puis ce qu'Arnold Bax a décrit comme « une sorte de tourbillon au piano » (« a kind of whirlwind on the piano »), et enfin une phrase descendante passionnée pour l'orchestre. Deux autres idées importantes suivent, la première, grandiose et monumentale, introduite par le piano seul, l'autre, pleine d'énergie, syncopée et swinguante, introduite par les premiers violons et la clarinette en mi bémol pruis reprise immédiatement par le piano. C'est à partir de ces idées clés que se forge non seulement le mouvement, mais aussi l'ensemble de l'œuvre, tant l'entrelacement thématique est important. Le compositeur précise que le mouvement a été construit à partir d'une « série d'épisodes qui reviennent toujours au rythme du motif d'ouverture » (« series of episodes which always return to the rhythm of the opening tattoo »). Parmi ces épisodes, on trouve un duo pour cor anglais et piano qui se transforme en une rêverie pour le soliste, précédée d'un solo de cor romantique. Plus tard, une danse exubérante s'engage, de caractère plutôt russe, et le mouvement se termine par une phrase de chute qui résonne dans une péroraison triomphale et apothéose.

### Deuxième mouvement
Comme dans ses symphonies, c'est le mouvement lent qui constitue le cœur émotionnel et musical de l'œuvre du compositeur. Tout son matériau est dérivé du premier mouvement et il est coulé dans une forme binaire A-B-A. Il commence dans la morosité hivernale avec un basson solo et des cordes qui évoquent le froid et l'obscurité. Une idée simple et mélancolique pour le piano, caractérisée par un rythme saccadé, devient progressivement un dialogue entre le soliste et l'orchestre, comme s'il s'agissait d'une conversation autour de l'âtre d'un feu d'hiver. Le rythme de batterie du premier mouvement se transforme en un chant feutré, jusqu'à ce que la musique jaillisse et crépite en dissonances percussives massives, et qu'une idée sombre émerge au piano. Par la suite, la musique prend une tournure plus douce, se transformant en un épisode de rêve semblable à celui du premier mouvement. La musique se développe progressivement jusqu'à un long point culminant, avant que les idées du début ne reviennent.

### Troisième mouvement
Le finale s'ouvre mystérieusement sur un solo de tuba dérivé de la figuration pianistique tourbillonnante du premier mouvement sur des arpèges ondulants du piano. Alternant avec le motif rythmique « maintenant investi dans toute sa noirceur primitive » (« now invested in all its primitive starkness »), il conduit à deux autres idées « primitives » introduites par le piano, la première étant le thème principal du mouvement, en forme de marche, audacieuse et affirmée, la seconde, claire et nette, dans un tempo plus rapide. Ces deux thèmes dominent, contrastés par des épisodes plus calmes dérivés d'une figure lyrique calme du piano avec des triolets marqués « idyllique » (« idyllic ») et comprenant un splendide passage pour les altos et des solos cantabile de hautbois, de basson et de cor entrelacés avec le piano. Lorsque le point culminant du mouvement est atteint, les cors s'enflamment avec exaltation.

### Quatrième mouvement
L'épilogue, qui résume et résout tout ce qui précède, commence avec le piano seul qui médite sur le thème « idyllique ». C'est la quintessence d'Arnold Bax, la musique d'un « romantique effronté » (« a brazen romantic »), comme il s'est décrit lui-même un jour. Une fois de plus, le thème monumental du premier mouvement revient, mais cette fois sous une forme sereine. La fin, écrit le compositeur, « peut éventuellement suggérer le retour du soleil et de l'air chaud du sud après le long hiver nordique » (« may possibly suggest the return of the sun and warm air from the south after the long northern winter »), car l'œuvre se termine dans un « éclat de lumière » (« burst of light »).

## Discographie
- Winter Legends/Morning Song/Saga Fragment, Ashley Wass (piano), James Judd (dir.), Orchestre symphonique de Bournemouth, Naxos, 8.572597, avril 2011.